# آرثر كوفمان
آرثر كوفمان (بالألمانية: Arthur Kaufmann)‏ هو لاعب شطرنج نمساوي، ولد في 4 أبريل 1872 في ياش في رومانيا، وتوفي في 25 يوليو 1938 في فيينا في النمسا.

## وصلات خارجية
- آرثر كوفمان على موقع مباريات الشطرنج (الإنجليزية)
- آرثر كوفمان على موقع 365Chess.com (الإنجليزية)